# جيوفاني ميرا (لاعب كرة قدم)
جيوفاني ميرا هو لاعب كرة قدم إكوادوري في مركز الهجوم، ولد في 16 أغسطس 1962 في أمباتو في الإكوادور. شارك مع منتخب الإكوادور لكرة القدم. أما مع النوادي، فقد لعب مع سوسيداد ديبورتيفو كيتو ونادي ديبورتيفو إل ناسيونال.

## وصلات خارجية
- جيوفاني ميرا (لاعب كرة قدم) على موقع عالم كرة القدم.نت (الإنجليزية)